# Carl von Zeipel

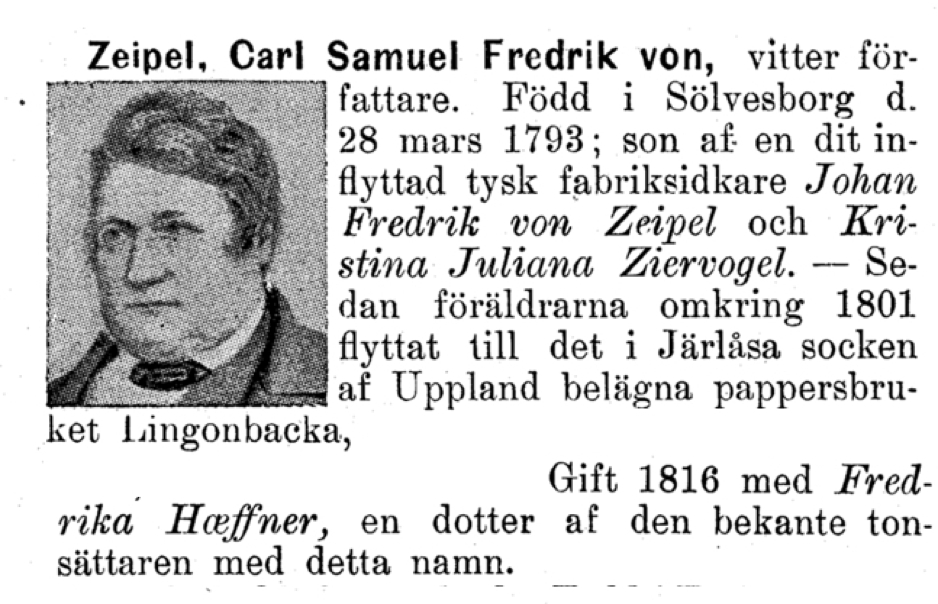
Carl von Zeipel, Portrattarkiv.se

Carl Samuel Fredrik von Zeipel (* 28. März 1793 in Sölvesborg; † 12. Februar 1849 in Järlåsa) war ein schwedischer Schriftsteller und Dichter.

## Leben
Zeipel, der Sohn des deutschen Fabrikbesitzerehepaares Johan Fredrik von Zeipel und Kristina Juliana Ziervogel, zog mit seinen Eltern 1801 in die Gemeinde Järlåsa in Uppland, um die vererbte Papiermühle Lingonbacka zu übernehmen. Er schrieb sich bereits mit elf Jahren als Student an der Universität Uppsala ein und legte das Kanzleiexamen sechs Jahre später (1811) mit Auszeichnung ab. Er beabsichtigte auch das Juraexamen zu bestehen, gab aber dieses Vorhaben zugunsten schriftstellerischer und geschäftlicher Tätigkeiten auf. 1816 heiratete er Fredrika Wilhelmina Haeffner, Tochter des Komponisten Johann Christian Friedrich Haeffner. Als Geschäftsmann betrieb er mit Vilhelm Fredrik Palmblad von 1815 bis 1819 die akademische Buchdruckerei in Uppsala, ließ sich in seinen letzten Lebensjahren als Fabrikbesitzer auf dem elterlichen Hof Lingonbacka nieder und starb dort mit 56 Jahren 1849.

## Arbeit
Seine ersten lyrischen und episch-lyrischen Dichtungen erschienen im Poetischen Kalender und in der Literaturzeitschrift Phosphoros, später auch im Kalender Svea. Außerdem übersetzte er Die Tragödie Martin Luther von Zacharias Werner ins Schwedische. Danach ruhte seine Feder für einige Jahre, da sein Hauptaugenmerk auf geschäftlichen Angelegenheiten lag. Nach einigen Jahren geriet Zeipel in wirtschaftliche Schwierigkeiten, was dazu führte, dass ihm um 1840 von seinem Landeigentum nur noch das Haus übrig blieb. Daraufhin nahm er, getrieben von der Notwendigkeit für den Unterhalt seiner großen Familie zu sorgen, die schriftstellerische Tätigkeit wieder auf. Er schrieb eine Vielzahl historischer Romane und Kurzgeschichten, die mit großem Beifall aufgenommen wurden. Er verfasste eine Reihe vaterländischer Epen, aber auch Novellen wie Brief ohne Adresse, Der Wagen des Königs und Wallers Wagen und veröffentlichte 1849 den dreiteiligen Roman Die Verschworenen oder Mord und Krönung (schw.: De sammansvurne eller mord och kröning), der zu einem seiner besten Werke zählt.
Von Zeipels lyrischen Arbeiten fand der Gedicht-Kranz Evangelische Romanzen von 1820 den größten Zuspruch, der durch seine ungezwungene und klangvolle Ausdrucksweise bestach.
Eine erhebliche Anzahl von Gedichten wurde von Otto Lindblad und Johan Erik Nordblom vertont.

## Werke (Auswahl)
- Novellen (1842)
- Zwei Musensöhne und ein Spassvogel oder Linneus, Artedi und Rubeck (1842)
- Malcolm Sinclairs Mord (1843)
- Karl XI., Rabenius und der Hexenprozess (1845)
- König Karl XI. und seine Günstlinge (1846)
- Wasa Erben in Rom (1846)
- Seton (1847)
- De sammansvurne eller Mord och kröning (1849)